# Josef Korčák
Josef Korčák (* 17. Dezember 1921 in Holštejn, Tschechoslowakei; † 5. Oktober 2008) war ein tschechoslowakischer Politiker der Kommunistischen Partei (KPČ).

## Leben
Korčák absolvierte nach dem Schulbesuch eine Berufsausbildung zum Dreher. Nach der Gründung der Tschechoslowakischen Republik begann er seine Laufbahn als Funktionär der KPČ und war zunächst von 1948 bis 1951 Sekretär des Parteikomitees von Blansko, ehe er anschließend bis 1962 zuerst Sekretär und dann Erster Sekretär des Parteikomitees von Brünn war. 1958 wurde er Mitglied des Zentralkomitees (ZK) der KPČ und zugleich von 1962 bis 1970 Minister in der Regierung der Tschechoslowakischen Sozialistischen Republik(CSSR).
Er wurde am 28. Januar 1970 Nachfolger von Josef Kempný als Ministerpräsident der Tschechischen Sozialistischen Republik, der größeren Teilrepublik der Tschechoslowakischen Sozialistischen Republik (Československá Socialistická Republika, ČSSR). Dieses Amt übte er bis zu seiner Ablösung durch Ladislav Adamec im März 1987 aus. Zugleich war er zwischen Januar 1970 und März 1987 stellvertretender Ministerpräsident in den folgenden Regierungen von des Ministerpräsidenten Lubomír Štrougal: Štrougal I, Štrougal II, Štrougal III, Štrougal IV und Štrougal V.
Für seine Verdienste um Partei und Staat wurde er unter anderem 1971 mit dem Orden der Republik sowie 1973 mit dem Orden des siegreichen Februars ausgezeichnet.
Nach dem Ende der Tschechoslowakei wurde er 1990 aus der Kommunistischen Partei ausgeschlossen. Eine im Jahr 1994 begonnene Strafverfolgung wegen illegalen Waffenbesitzes wurde im Jahr 2000 beendet.